# St. Joseph (Michigan)
St. Joseph település az Amerikai Egyesült Államok Michigan államában, Berrien megyében, melynek megyeszékhelye is. Lakosainak száma 7856 fő (2020. április 1.).

## Népesség
A település népességének változása:

| 2010 | 8 365 |
| 2020 | 7 856 |